# Tomorrica
A Tomorrica folyó Albánia délkeleti részén, az Adriai-tengert tápláló Devoll bal oldali mellékvize. A 42 kilométer hosszú folyó a Tomorr-hegységben ered, a Mieta-hegy (Maja e Mietës, 2024 m) déli lejtőin, kb. 1800 méteres tengerszint feletti magasságban. Vízgyűjtő területe 376 km²-es, nyugatról a Tomorr-hegység, keletről pedig az Ostrovica-hegység vizeit gyűjti össze. Jelentősebb bal oldali mellékvizek csak a folyó alsó szakaszán találhatóak: a Velica, a Leshnica, a Kushova és a Bregas. Keleti irányból, az Ostrovica felől azonban teljes hosszában sűrű vízhálózatú területekkel érintkezik, főbb mellékvizei itt a Kuç, a Kovaçan, a Doljan, a Katka és a Kuraj. A két hegyvidék közé ékelődő folyó völgytalpának szélessége 150 és 400 méter között váltakozik. Gramshtól 3 kilométerre délre, 214 méteres tengerszint feletti magasságban éri el a Devoll völgyét. A Tomorrica a Tomorri Nemzeti Park természetes keleti határa, völgyének növényzetét alsó szakaszán macchiabozótosok, feljebb degradált tölgyesek, még feljebb bükkösök és fenyvesek jellemzik.
A bizánci korban, a 9. századtól a mai Beratot a Devoll völgyével összekötő fontos út húzódott a Tomorrica völgyében, ennek legfontosabb megállója egy bizonyos Zerec volt, valamint a szintén Tomorrica néven ismert, késő ókori eredetű erődítés, amely az 1330-as évekbeli parasztfelkelések során pusztult el. Az út végpontján, Moglicánál a Devollon átívelő híd pillérmaradványai még ma is láthatóak. A Tomorrica mentén napjainkban jelentősebb települések nem, csupán kisebb falvak, falucsoportok találhatóak a Berat megyéhez tartozó felső (Gjerbës, Zhepa) és az Elbasan megye területére eső alsó szakaszon (Skënderbegas, Kushova, Pishaj) egyaránt. Személygépkocsival járható út csupán legalsó szakaszán, a torkolattól Kërpicáig vezető 15 kilométeren fut (egyúttal Skënderbegas felé erről ágazik le az egyetlen közúti Tomorrica-híd is). Innen már csak szezonálisan, száraz időszakokban járható, több helyütt a folyó medrét keresztező út vezet a Tomorrica mentén Gjërbesbe. Ezen a gjërbesiek hat órányi gyaloglással jutnak el Gramshba.
A múltban nem csupán a folyót és völgyét, hanem a Tomorr-hegység tágabb környékét is Tomorrica néven ismerték. Az oszmán fennhatóság alatt erről a történeti vidékről nevezték el a Tomorricai vilajetet (15. század), illetve a Tomorricai kazát (19. század). A régi tájnév él tovább napjainkban az albániai bektásik egyházszervezetében, akik az ország hat bektási körzetének egyikét tomorricainak hívják, ennek fő derviskolostora a Tomorr-hegységben van, és nincs köze a folyóhoz.